# João Pinheiro
João Pinheiro est une municipalité brésilienne de l'État du Minas Gerais et la microrégion de Paracatu.